# ثيودور روزفلت الرابع
ثيودور روزفلت الرابع (بالإنجليزية: Theodore Roosevelt IV)‏ هو دبلوماسي أمريكي، ولد في 27 أكتوبر 1942 في جاكسونفيل في الولايات المتحدة.

## وصلات خارجية
- ثيودور روزفلت الرابع على موقع إن إن دي بي (الإنجليزية)